# Синагога (Бердянськ)
Єврейська синагога міста Бердянськ побудована в 1850 (можливо 1857).
Використовується не за прямим призначенням з 1930, під час Другої світової війни зруйнована.
Архітектор: Банболезі. Замовники: Ісаак Островський і Олександр Бухштаб.
Дві єврейських синагоги міста були побудовані в 1850-х на розі вулиць Зеленої і Жуковського (Червона і К. Маркса). В 30-х в приміщенні розміщувався клуб промкооперації, пізніше — аероклуб. На місці зруйнованої головної єврейської синагоги облаштували будівлю жіночого гуртожитку.